# Araguaína
Araguaína est une ville brésilienne du nord de l'État du Tocantins. Les habitants sont appelés araguainense. La municipalité s'étend sur 4 000 km² et avait 150.520 habitants lors du dernier recensement (IBGE 2010). La densité de population est de 37,6 habitants par km² dans la municipalité, la ville est devenue la seconde ville la plus peuplée de l'Etat du Tocantins. L'économie est basée sur l'élevage et l'agriculture.
| Bioma | Cerrado e Amazônia |

Araguaína possède un aéroport (code AITA : AUX).

## Maires
| Période | Période | Identité                        | Étiquette | Qualité |
| ------- | ------- | ------------------------------- | --------- | ------- |
| 2004    | 2008    | Valderez Castelo Branco Martins | PP        |         |
| 2008    | 2012    | Félix Valuar de Sousa Barros    | DEM       |         |